# Norman Horowitz
Norman Harold Horowitz (19 de marzo de 1915 - 1 de junio de 2005) fue un genetista de Caltech quién logró fama internacional como el científico que propuso losexperimentos llevados a cabo para determinar si la vida existe en Marte. Estos experimentos fueron llevados a cabo por las sondas del programa Viking en 1976; la primera misión estadounidense en aterrizar exitosamente en una superficie inexplorada de Marte.
Horowitz fue un miembro tanto de la Academia Nacional de Ciencias como de la Academia Estadounidense de las artes y las ciencias. En 1965, comenzó su trabajo con el Laboratorio de propulsión a reacción, en Pasadena, California, donde fungió durante 5 años como jefe de la sección de biociencia y como miembro del equipo científico para los programas Mariner como Viking a Marte. De 1977 a 1980 fue director de la división de biología en Caltech. 
A partir de 2013, Horowitz entró en el memorial del consejo del Centro nacional para la educación científica.
Entre las personas que defendían la exploración espacial, él destacó por su oposición a los programas espaciales que utilizaran astronautas. Charlene Anderson, ex directora asociada de la Planetary Society, menciona: "En discusiones personales, él podía ser particularmente vociferante sobre el tema de la exploración humana y robótica. Norm argumentaba que la exploración humana solo podría interferir con la labor científica y confundir al público sobre por qué deberíamos explorar el espacio. Desde su punto de vista, la ciencia debería ser conducida por el esfuerzo, no por el deseo de aventura."

## Carrera científica
Horowitz obtuvo su grado en biología en la Universidad de Pittsburgh en 1936, donde su experiencia de investigación como pre-graduado lo ayudó a convencerse de continuar sus estudios en ciencia. Posteriormente estableció la asociación Norman H. Horowitz en la universidad de Pittsburgh para apoyar a la investigación a nivel pregrado. Completó su doctorado en Caltech en 1939 bajo la tutoría del embriólogo Albert Tyler y posteriormente realizó investigación posdoctoral en la Universidad de Stanford en el laboratorio de George W. Beadle. Horowitz regresó a Caltech como miembro de la facultad en 1946 y se quedó allí por el resto de su vida. Fungió como director de la división de Biología de 1977 a 1980 y se convirtió en profesor emérito en 1982.
Como científico, Horowitz es conocido por el descubrimiento y demostración en 1944 de que las vías metabólicas son una serie de pasos, cada uno catalizado por una única enzima. Al trabajar con Neurospora crassa, Horowitz demostró que cada paso en el metabolismo de la arginina desde sus precursores depende que un solo gen permanezca intacto. Su descubrimiento ayudó a cimentar la hipótesis de un-gen-una-enzima, propuesta por George Beadle y Edward Tatum. 
La importancia de este concepto de "un-gen-una-enzima" sólo puede ser entendida en el contexto de cómo los genetistas concebían al gen en la primera mitad del siglo XX. La mayoría de los genetistas dudaban de la existencia de los genes como entidades definibles. En vez de eso, atribuían los fenotipos de los mutantes a propiedades alteradas del cromosoma entero. Incluso entre los genetistas que creían en la existencia de los genes individuales, una vaga preocupación era expresada respecto a la falta de relación causal simple entre los genes y las proteínas. Metzenberg hace énfasis en el coraje y la obstinación de Horowitz para defender la idea poco aceptada de "un-gen-una-enzima" y ver a través de ella a pesar del rechazo general. 
Otra importante contribución de Horowitz fue su propuesta de 1945 sobre la evolución reversa de las vías biosintéticas. Esta propuesta puso sobre la mesa un marco de referencia para el entendimiento de la evolución de las vías metabólicas y presagió el estudio de la evolución molecular.  Horowitz propuso que las formas de vida más tempranas se reprodujeron al utilizar moléculas orgánicas no biológicas disponibles en el ambiente. El agotamiento de estas moléculas causado por la reproducción temprana de estas formas de vida pudo continuar hasta un punto donde los suministros de alguna de estas moléculas limitaron la multiplicación posterior. A través de un proceso de mutación y selección natural, estas formas de vida pudieron evolucionar una actividad catalítica para utilizar alguna molécula disponible y generar la molécula que agotaron originalmente a través de alguna reacción. Cuando esta molécula precursora se agotó eventualmente, mutaciones posteriores permitieron la conversión de otro sustrato disponible (un pre-precursor) para la síntesis del precursor original y posteriormente, la molécula original. Horowitz consideró que la repetición de estos eventos de mutación/selección formaron la base de la evolución de las rutas metabólicas. 
Horowitz dirigió el experimento de liberación pirolítica (Pyrolytic Release) durante el programa Viking.
El Dr. George Beadle, ganador del premio Nobel de medicina en 1958, dio crédito a Horowitz por su trabajo sobre las reacciones biológicas.
Los resultados de la incubación de suelos marcianos con medios complejos y de la pirólisis del suelo seguida por una cromatografía de gases y espectrometría de masas de los productos sugirieron que la superficie de Marte no posee vida. Además, las muestras de suelo analizados por el programa Viking no detectaron huellas bioquímicas en forma de compuestos orgánicos esperados si alguna vez hubiera existido vida como la conocemos. Sin embargo, en 2013, la sonda espacial Curiosity, de la NASA, proveyó de evidencia de un antiguo lago marciano (que existió alrededor de 3.7 mil millones de años atrás) que pudo haber sido capaz de alojar vida por un largo periodo de tiempo, probablemente millones de años. Entonces, a pesar de que los experimentos de Horowitz y la misión Viking mostraron evidencias de la ausencia de vida en Marte, aún permanece la posibilidad de que alguna vez hubiera existido vida en la superficie de ese planeta.